# 安德烈亚·卡亚涅洛
安德烈亚·卡亚涅洛（義大利語：Andrea Caianiello，1987年9月24日—），意大利男子赛艇运动员。他曾代表意大利参加世界赛艇锦标赛，获得一枚金牌、四枚银牌和一枚铜牌。他也曾参加2012年夏季奥运会。